# Steve Vaught
Steve Vaught, właśc. Stephen James Liller, znany też jako Fat Man Walking (ur. 1967 w Youngstown) – amerykańska osobowość medialna.
Odbył służbę wojskową w piechocie morskiej. W późniejszym okresie zapadł na nadwagę i depresję. Walcząc z tymi przypadłościami, postanowił pieszo pokonać trasę z San Diego do Nowego Jorku. Droga ta zajęła mu 13 miesięcy, od 10 kwietnia 2005 do 10 maja 2006. Dzięki tej wyprawie, Vaught schudł 45 kilogramów. Ten niezwykły wyczyn przysporzył mu także wielkiej popularności w kraju i za granicą.
Steve Vaught jest żonaty, ma dwójkę dzieci. Mieszka w południowej Kalifornii.
Dzięki swojej wędrówce, Vaught był porównywany do filmowego Forresta Gumpa, który biegnąc kilkakrotnie przemierzył Stany Zjednoczone.